# کاترپیلار چادر شرقی

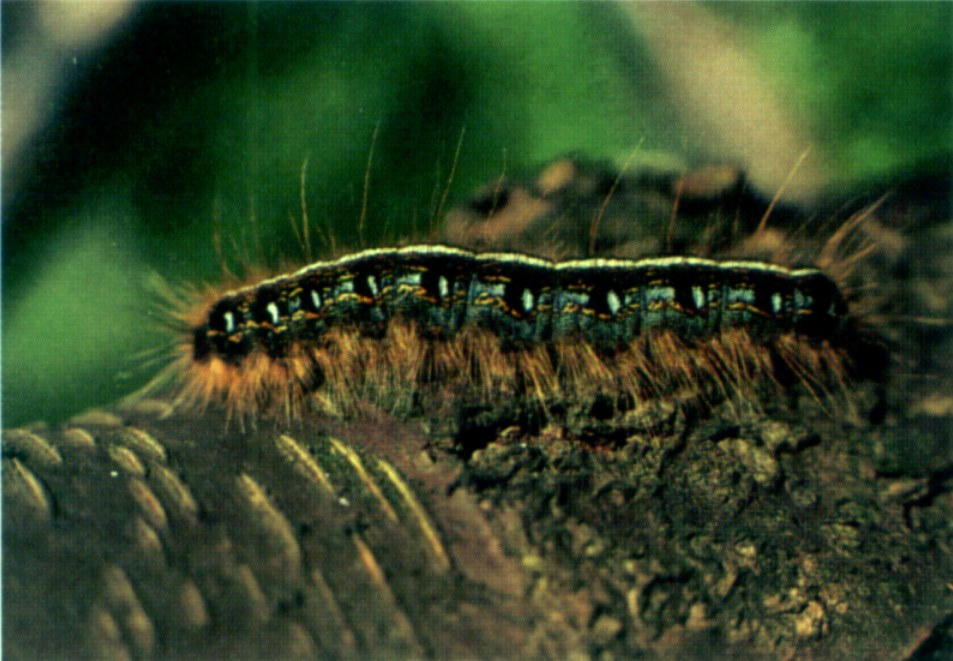
کرم ابریشم چادر شرقی

کاترپیلار چادر شرقی (انگلیسی: Eastern tent caterpillar) گونه‌ای از شب‌پره (حشره) از خانواده شاپرک‌های پشمالو، کاترپیلارهای چادری یا شب‌پره‌های لپت است. یونی ولتین است و یک نسل در سال زادوولد می‌کند.